# 鳳翔大
鳳翔 大（ほうしょう だい、1985年1月6日 - ）は、日本の女優。元宝塚歌劇団雪組・宙組の男役スター。
兵庫県西宮市、市立深津中学校出身。身長175cm。血液型A型。愛称は「だい」。

## 来歴
2000年、宝塚音楽学校入学。
2002年、音楽学校卒業後、宝塚歌劇団に88期生として入団。入団時の成績は34番。星組公演「プラハの春／LUCKY STAR!」で初舞台。その後、宙組に配属。
長身と華のある容姿で注目を集め、2008年の「黎明の風」で新人公演初主演。同年の「Paradise Prince」で2度目の新人公演主演。
2012年7月2日付で雪組へと組替え。
2017年7月23日、早霧せいな・咲妃みゆトップコンビ退団公演となる「幕末太陽傳／Dramatic “S”!」東京公演千秋楽をもって、宝塚歌劇団を退団。
退団後は舞台やコンサートに出演する他、自身のブランドを立ち上げるなど、幅広い分野で活動している。
2025年3月31日、TRUSTARを退所。

## 宝塚歌劇団時代の主な舞台

### 初舞台
- 2002年4 - 5月、星組『プラハの春』『LUCKY STAR!』（宝塚大劇場のみ）

### 宙組時代
- 2006年4 - 7月、『NEVER SAY GOODBYE』新人公演：ビル（本役：悠未ひろ）
- 2006年8月、バウホール『UNDERSTUDY』ラリー
- 2006年11月 - 2007年2月、『維新回天・竜馬伝!』新人公演：武市半平太（本役：悠未ひろ）『ザ・クラシック』
- 2007年6 - 9月、『バレンシアの熱い花』サンチェス、新人公演：ロドリーゴ（本役：北翔海莉／蘭寿とむ）『宙 FANTASISTA!』[3]
- 2007年10 - 11月、全国ツアー『バレンシアの熱い花』サンチェス／アロンソ『宙 FANTASISTA!』
- 2008年2 - 5月、『黎明（れいめい）の風』新人公演：白洲次郎（本役：轟悠）『Passion 愛の旅』 新人公演初主演[9][3]
- 2008年7月、梅田芸術劇場『雨に唄えば』発声法の先生
- 2008年9 - 12月、『Paradise Prince（パラダイス プリンス）』ジョン、新人公演：スチュアート（本役：大和悠河）『ダンシング・フォー・ユー』 新人公演主演[6][2]
- 2009年2 - 3月、バウホール・日本青年館『逆転裁判 -蘇る真実-』ラリー・バッツ
- 2009年4 - 7月、『薔薇に降る雨』『Amour それは…』
- 2009年8月、博多座『大江山花伝』坂田金時／六郎太『Apasionado（アパショナード）!!II』
- 2009年11月 - 2010年2月、『カサブランカ』バーガー
- 2010年3 - 4月、ドラマシティ・日本青年館『シャングリラ-水之城-』文雀
- 2010年5 - 8月、『TRAFALGAR（トラファルガー）』アルバート・ペリー『ファンキー・サンシャイン』
- 2010年9月、蘭寿とむコンサート『“R”ising!!』（バウホール・昭和女子大学人見記念講堂）
- 2010年11月 - 2011年1月、『誰がために鐘は鳴る』フェルナンド
- 2011年5 - 8月、『美しき生涯』平野長泰『ルナロッサ』
- 2011年10 - 12月、『クラシコ・イタリアーノ』チェーザレ・ロレンツォ侯爵『NICE GUY!!』
- 2012年2月、中日劇場『仮面のロマネスク』ベルロッシュ『Apasionado!!II』
- 2012年4 - 7月、『華やかなりし日々』キング・グラント『クライマックス』

### 雪組時代
- 2012年10 - 12月、『JIN-仁-』 - ジャン・ルロン『GOLD SPARK!-この一瞬を永遠に-』
- 2013年2月、『若き日の唄は忘れじ』 - 佐竹金十郎『Shining Rhythm!』（中日劇場）
- 2013年4 - 5月、『ベルサイユのばら-フェルゼン編-』（宝塚大劇場） - ランベスク公爵[注釈 1]／アルマン
- 2013年6 - 7月、『ベルサイユのばら-フェルゼン編-』（東京宝塚劇場） - ランベスク公爵／アルマン
- 2013年8 - 9月、『春雷』（バウホール） - アルベルト
- 2013年11 - 2014年2月、『Shall we ダンス?』 - ジャン『CONGRATULATIONS 宝塚!!』
- 2014年3月、『ベルサイユのばら-オスカルとアンドレ編-』（全国ツアー） - ジェローデル
- 2014年6 - 8月、『一夢庵風流記 前田慶次』 - 直江兼続『My Dream TAKARAZUKA』
- 2014年10月、『伯爵令嬢』（日生劇場） - ロンサール伯爵
- 2015年1 - 3月、『ルパン三世 -王妃の首飾りを追え!-』 - ルイ16世／オーギュスト『ファンシー・ガイ!』[3]
- 2015年5月、『星影の人』 - 井上源三郎『ファンシー・ガイ!』（博多座）
- 2015年7 - 10月、『星逢一夜（ほしあいひとよ）』 - 氷太『La Esmeralda（ラ エスメラルダ）』
- 2015年11 - 12月、『哀しみのコルドバ』 - セバスチャン伯爵『La Esmeralda（ラ エスメラルダ）』（全国ツアー）
- 2016年2 - 5月、『るろうに剣心』 - 相楽左之助[3]
- 2016年6 - 8月、『ローマの休日』（中日劇場・赤坂ACTシアター・梅田芸術劇場） - 支局長／フランク・シモーニ
- 2016年10 - 12月、『私立探偵ケイレブ・ハント』 - エリアス・ソリアーノ『Greatest HITS!』
- 2017年2月、『星逢一夜（ほしあいひとよ）』 - 氷太『Greatest HITS!』（中日劇場）
- 2017年4 - 7月、『幕末太陽傳（ばくまつたいようでん）』 - 貸本屋金造『Dramatic “S”!』 退団公演[3][2]

### 出演イベント
- 2007年4 - 5月、轟悠コンサート『Lavender Monologue』
- 2007年10月、第48回『宝塚舞踊会』
- 2009年12月、タカラヅカスペシャル2009『WAY TO GLORY』
- 2010年12月、タカラヅカスペシャル2010『FOREVER TAKARAZUKA』
- 2011年3月、蘭寿とむディナーショー『MUGEN!』
- 2014年12月、タカラヅカスペシャル2014『Thank you for 100 years』
- 2015年12月、タカラヅカスペシャル2015『New Century，Next Dream』

## 宝塚歌劇団退団後の主な活動

### 舞台
- 2018年6 - 7月、『陣内の門～1st ACT～』（紀伊國屋サザンシアター、エル・おおさか 他）[10]
- 2019年3 - 4月、『ふたり阿国』（明治座） - お菊[2]
- 2019年12月、『ELF The Musical』（品川ステラボール、森ノ宮ピロティホール） - デビー[11]
- 2020年3月（初演）、2021年6月 - 7月（再演）、ミュージカル『SUPERHEROISM』（初演：品川プリンスホテル クラブeX/再演：日本青年館ホール・COOL JAPAN PARK OSAKA WWホール） - サエグサ 役[12][13]
- 2021年8・10月、『イッツショータイム!!』（日経ホール・TTホール） - 神保原操[14]
- 2022年1月、『うたかたのオペラ』（六行会ホール） - すみれ[15]
- 2022年3 - 4月、『ブルーピリオド』（銀河劇場） - 大葉真由[16]
- 2023年10月、『白豚貴族ですが前世の記憶が生えたのでひよこな弟育てます』（CBGKシブゲキ!!） - ロマノフ[17]
- 2024年3 - 4月、『HUNTER×HUNTER THE STAGE 2』（銀河劇場、ドラマシティ） - パクノダ[18]
- 2024年10月、『ゼロ時間へ』（三越劇場・COOL JAPAN PARK OSAKA TTホール）[19]
- 2025年2 - 3月、『Dancing☆Starプリキュア』The Stage2（シアターH・京都劇場）[20]
- 2025年8月、『M FESTIVAL』（明治座）[21]

### テレビドラマ
- 彼が僕に恋した理由 スペシャルドラマ（2022年） - 坂上夕 役